# Rolling Fork
Rolling Fork è una città (city) degli Stati Uniti d'America, capoluogo della contea di Sharkey, nello Stato del Mississippi.
È nota per avere dato i natali al musicista McKinley Morganfield, meglio noto come Muddy Waters.
Nella serata del 24 marzo 2023 la località è stata devastata da un violento tornado classificato EF4 che ha causato 17 morti